# Radar Würzburg
El radar Würzburg fue un tipo de radar de control de tiro primario basado en tierra que trabajaba sobre la banda baja de la UHF, utilizado por las fuerzas aéreas y terrestres de la Wehrmacht (ejército alemán) durante la Segunda Guerra Mundial. El desarrollo inicial tuvo lugar antes de la guerra y el aparato entró en servicio en 1940. Con el tiempo se produjeron más de 4000 de estos radares de varios modelos. Tomó su nombre de la ciudad de Wurzburgo.

## Desarrollo

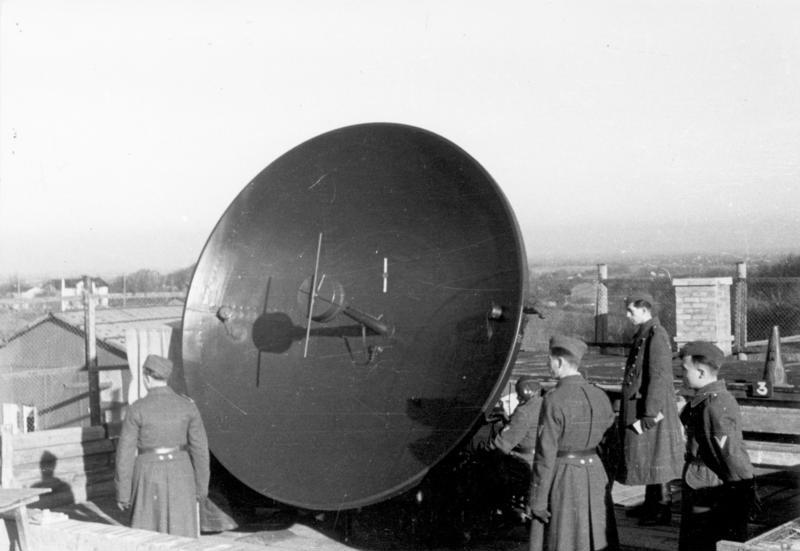
Radar Würzburg basado en Francia durante la Segunda Guerra Mundial

En enero de 1934, Telefunken se reunió con investigadores de radares alemanes, en particular el Dr. Rudolf Kühnhold del Instituto de Investigación de Comunicaciones de la Kriegsmarine y el Dr. Hans Hollmann, un experto en microondas, quienes les informaron de su trabajo en un radar de alerta temprana. El director de investigación de Telefunken, el Dr. Wilhelm Runge, no quedó convencido y descartó la idea considerándola como algo de ciencia ficción. Más adelante, los desarrolladores siguieron su propio camino y formaron GEMA (Gesellschaft für Elektroakustische und Mechanische Apparate), y finalmente acabaron colaborando con Lorenz en el desarrollo de los sistemas de radar Freya y Seetakt.
En la primavera de 1935, los éxitos de GEMA le dejaron en claro a Runge que la idea era viable después de todo, por lo que inició un programa de emergencia en Telefunken para desarrollar sistemas de radar. Con Lorenz ya progresando en los dispositivos de alerta temprana, Runge hizo que el equipo de Telefunken se concentrara en un sistema de colocación de armas de corto alcance. La gerencia aparentemente consideró que era tan poco interesante como lo había hecho Runge un año antes y le asignó una baja prioridad de desarrollo. Para el verano ya habían construido una unidad experimental funcional en la banda de 50 cm que podía generar fuertes ecos del Junkers Ju 52 usado en las pruebas. Para el verano siguiente, la configuración experimental se había desarrollado en un prototipo conocido como "Darmstadt", que ofrecía un rango de precisión de 50 m en 5 km, todavía insuficiente para guiar armas de forma efectiva. La actitud respecto al proyecto cambió a finales de 1938, cuando se recibió un contrato de desarrollo completo de la Luftwaffe.
El sistema resultante, conocido como FuMG 62, así como el prototipo FuMG 39T Darmstadt se demostraron a Adolf Hitler en Rechlin en julio de 1939. El equipo de Telefunken desarrolló un sistema preciso basado en un tubo de microondas klistrón operando en el rango de 54–53 cm (553–566 MHz) — una longitud de onda extremadamente corta para la época — con una longitud de pulso de 2 microsegundos, una potencia pico de 7–11 kW y una frecuencia de repetición de pulso de 3750 Hz. Tenía un alcance máximo de aproximadamente 29 km y una precisión de aproximadamente 25 m. El Würzburg utilizaba una antena parabólica de 3 m de diámetro, que podía "plegarse" en su línea media horizontal para ser transportada en un remolque. El sistema se puso en servicio por primera vez en 1940, llegando a construirse unas 4000 unidades de este diseño básico.

## Modelos operativos

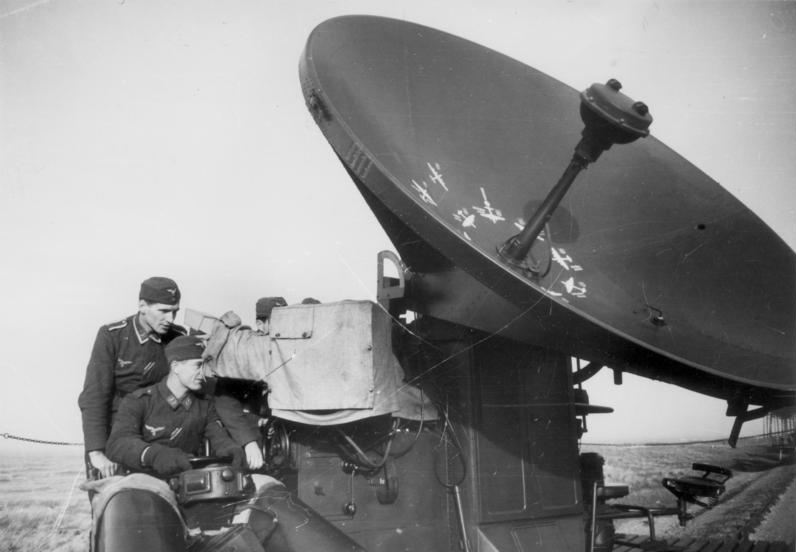
Würzburg D en uso, con su antena de barrido cónica (quirl) bien visible

Se desarrollaron varias versiones del sistema básico del Würzburg durante el transcurso de la guerra. El primero, el Würzburg A, se operaba manualmente y requería que los operadores enfocaran el objetivo manteniendo una señal máxima en la pantalla de su osciloscopio. Dado que la intensidad de la señal cambiaba por sí sola por varias razones, además de por estar dentro o fuera del objetivo, el procedimiento era impreciso y generalmente requería el uso de un haz buscador para detectar el objetivo una vez que el radar lo había localizado en una posición aproximada. Sin embargo, uno de los primeros radares Würzburg en servicio intervino directamente en el derribo de un avión en mayo de 1940, transmitiendo órdenes oralmente a una unidad antiaérea. Un Würzburg B experimental añadió un detector de radiación infrarroja para un ajuste fino, pero en general estos dispositivos resultaron inutilizables y se interrumpió su producción.

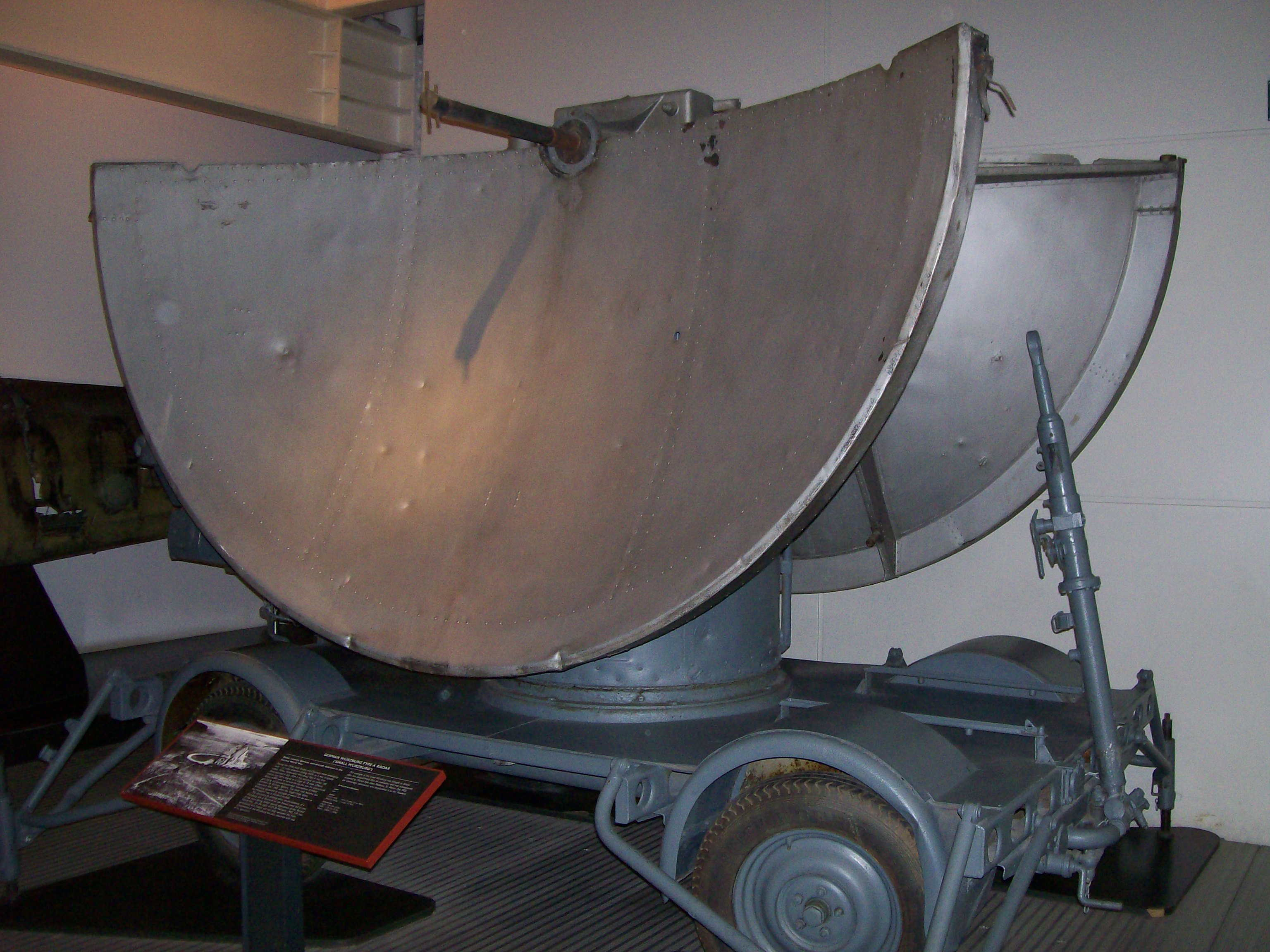
Radar Würzburg A plegado para su transporte. Nótese la simplicidad del sistema de antena

El Würzburg C incorporó el sistema denominado cambio de lóbulo para mejorar la precisión de puntería al enviar la señal desde uno de los dos cuernos de alimentación ligeramente descentrados en el centro de la antena, con la señal cambiando rápidamente entre los dos cuernos. Después de retrasar ligeramente la señal de una de las bocinas, los ecos se enviaban a una pantalla de osciloscopio. El resultado aparecía como dos señales luminosas muy separadas que el operador intentaba mantener a la misma altura en la pantalla. Este sistema ofrecía información con mucha mayor rapidez sobre los cambios en la posición del objetivo. Las variaciones en la intensidad de la señal, debido a alteraciones en la reflexión del objetivo, afectaban a ambos lóbulos por igual, eliminando errores de lectura comunes. Se utilizó un sistema casi idéntico en el primer radar de puntería estadounidense, el SCR-268.

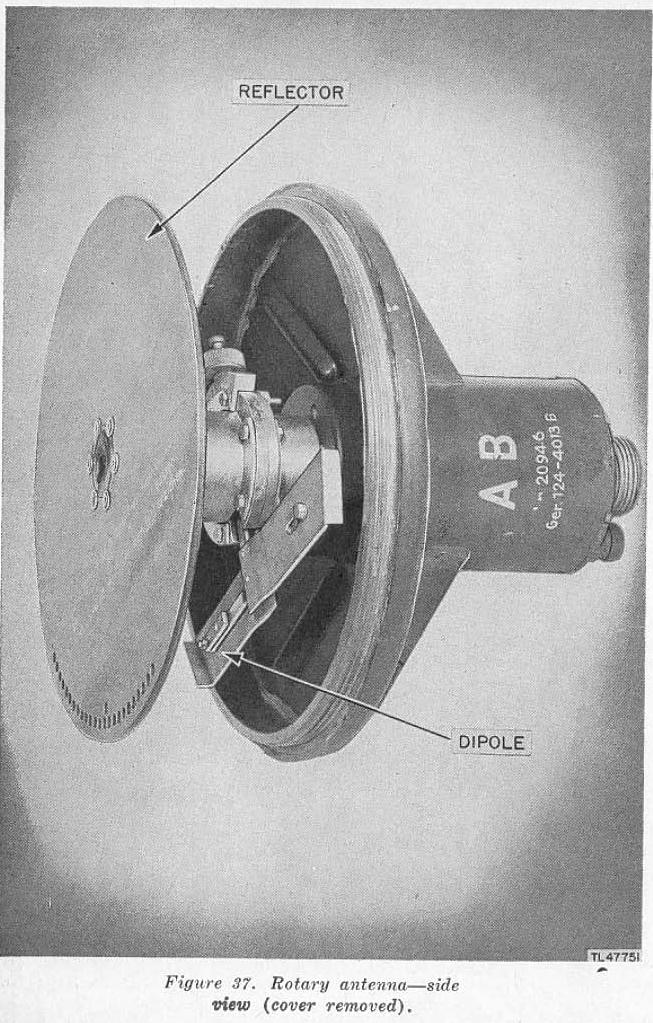
Detalles del dipolo giratorio "quirl". El disco plano de la izquierda, el reflector, mira hacia el objetivo. El dipolo giratorio emite hacia el reflector, que refleja la señal a la derecha. El plato de la antena principal se colocaría a la derecha (fuera de la imagen), donde enfocaría la señal en un haz estrecho frente al objetivo.

El Würzburg D se introdujo en 1941 y se le agregó un sistema de barrido cónico utilizando una alimentación de receptor de compensación llamada Quirl (alemán para batidor) que giraba a 25 Hz. La señal resultante estaba ligeramente desplazada desde la línea central del plato, girando alrededor del eje y superponiéndolo en el centro. Si la aeronave objetivo estuviera a un lado del eje de la antena, la fuerza de la señal aumentaría y se desvanecería a medida que el rayo lo atravesara, lo que permitiría al sistema mover el plato en la dirección de la señal máxima y, por lo tanto, seguir al objetivo. La resolución angular podría hacerse más pequeña que el ancho del haz de la antena, lo que llevaba a una precisión mucho mayor, del orden de 0,2 grados en azimut y 0,3 grados en elevación. Las unidades anteriores generalmente se actualizaron al modelo D en el campo.
Incluso el modelo D no era lo suficientemente preciso para apuntar directamente armas. Para proporcionar al sistema una precisión mucho mayor, se desarrolló el FuMG 65 Würzburg-Riese (conocido como el Giant Würzburg). Basado en los mismos circuitos que el modelo D, la nueva versión presentaba una antena de 7,4 m mucho más grande y un transmisor más potente, con un alcance de hasta 70 km. La precisión del acimut y la elevación era de 0,1-0,2 grados, lo que era más que suficiente para apuntar armas directamente. El sistema era demasiado grande para ser transportado en un remolque de camión, y se adaptó para su funcionamiento desde un vagón de ferrocarril con el nombre de Würzburg-Riese-E, produciéndose 1500 unidades de este último tipo durante la guerra. El Gigant Würzburg-Riese era una versión todavía mayor con un transmisor de 160 kW, que nunca entró en producción.
Un sistema de radar Würzburg situado en Saint-Jouin-Bruneval, en la costa de Francia, fue capturado por paracaidistas británicos durante la Operación Biting, mientras que en el transcurso de la Operación Bellicose se bombardeó la supuesta fábrica de radares de Würzburg. El bombardeo de Peenemünde mediante la Operación Hydra no afectó al Giant Würzburg cercano perteneciente a la estación de control y guía Lubmin utilizada para el cohete V2.

## Uso de posguerra en astronomía
Los científicos holandeses llevaron varios de los radares alemanes costeros de Würzburg sobrantes a la estación de transmisión de radio en Kootwijk, en los Países Bajos, a principios de la década de 1950. Allí se utilizaron en experimentos importantes en el desarrollo pionero de la radioastronomía, específicamente en el descubrimiento de la línea de hidrógeno y el posterior cartografiado de los brazos espirales de la Vía Láctea.
El equipo de radar alemán, incluidas dos antenas de radar Würzburg (obtenidas por el Royal Aircraft Establishment), fue utilizado por Martin Ryle y Derek Vonberg en los Laboratorios Cavendish desde 1945 para observar las manchas solares.
Se instalaron dos radares FuSE 65 Würzburg alrededor de 1956 en el Observatorio de Ondřejov en Checoslovaquia. El primer radar sirvió hasta 1994 para medir el flujo de radiación solar, y posteriormente se trasladó al Museo Militar Lešany. El segundo radar se utilizó para medir el espectro solar en un rango de 100-1000 MHz. Desde 1994, se ha utilizado solo para experimentos ocasionales.